# Immanuel Johann Gerhard Scheller

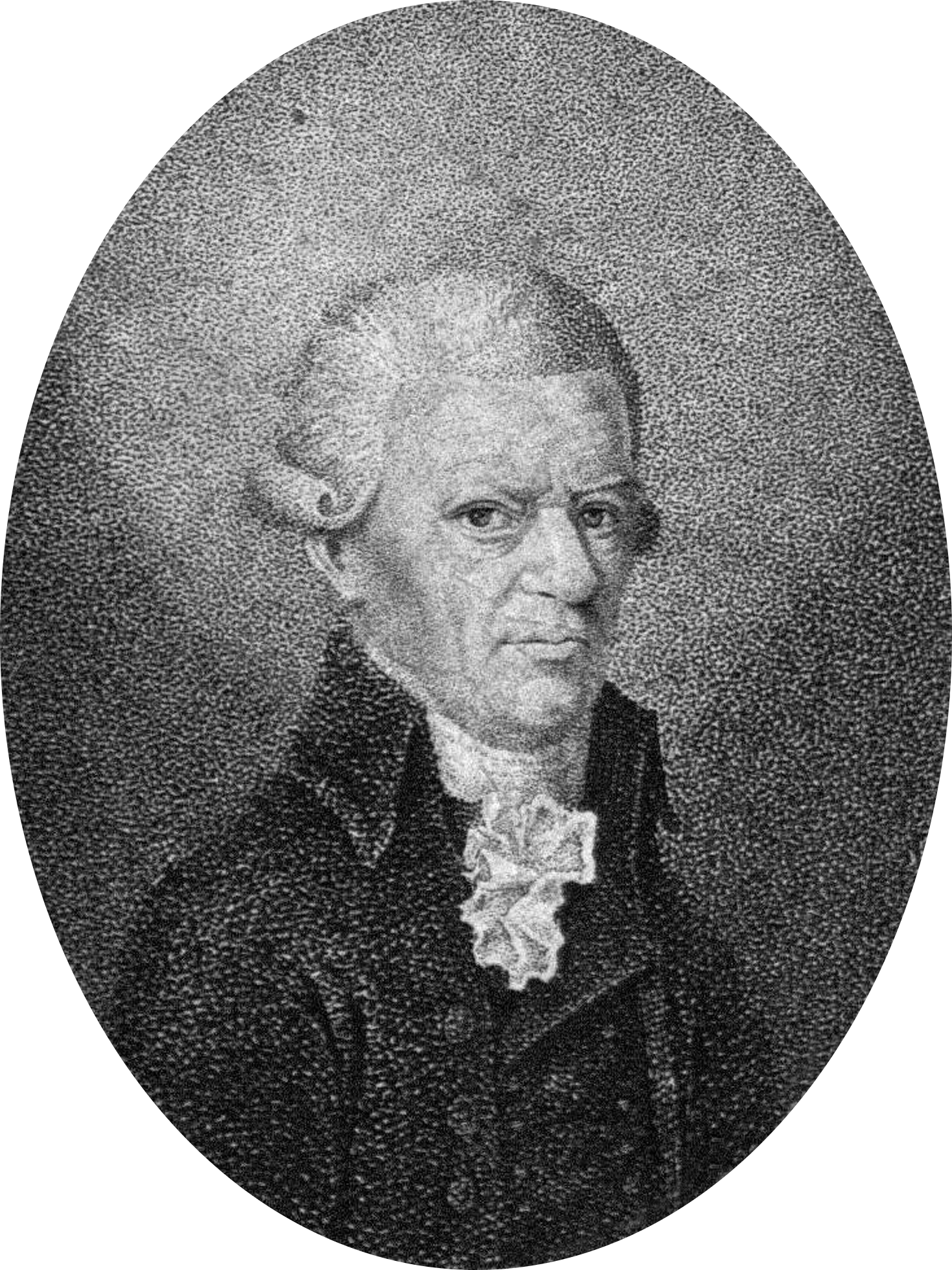
Immanuel Johann Gerhard Scheller. Kupferstich nach einem Gemälde um 1800

Immanuel Johann Gerhard Scheller (* 22. März 1735 in Ihlow, Kurfürstentum Sachsen; † 5. Juli 1803 in Brieg, Schlesien) war ein deutscher Altphilologe und Lexikograf.

## Leben und Wirken
Immanuel Johann Gerhard Scheller wurde als jüngstes von neun Kindern von Johann Gerhard Scheller und Anna Christina Scheller geb. Beyen geboren. Die Mutter war die Tochter eines Predigers in Taupadel bei Jena. Der Vater war Sohn eines Predigers in Drakendorf, von 1705 bis 1707 Hauslehrer in Stockholm, bereiste 1707 bis 1708 Lappland und wurde später Prediger in Mellingen, Dornburg, Hermstedt, Stoben und Ihlow. Kurz vor seinem Tod mit 65 Jahren 1740 äußerte er den Wunsch, dass sein jüngster Sohn studieren solle. Nach dem Ableben des Vaters zog die Mutter mit den Kindern nach Dahme, dann nach Weißenfels, später nach Apolda, wo der Junge jeweils die Schule besuchte.
Besonders geprägt wurde Scheller durch den Rektor Schneegaß in Apolda, der ihn die lateinische und griechische Sprache lehrte. 1747 zog die Familie nach Eisenberg, wo er bis Ostern 1752 das Lyceum besuchte. Ab 1752 war er Thomasschüler in Leipzig unter Rektor Johann August Ernesti und Konrektor Johann Friedrich Fischer, beides Philologen. Von 1757 bis 1760 studierte er Theologie und Philologie an der Universität Leipzig; auch dort war Ernesti sein Lehrer. 1761 nahm er einen Ruf als Rektor des Lyceums in Lübben in der Niederlausitz an. Dort hatte er außerdem sechs Predigten pro Jahr zu halten. Auf Vorschlag des preußischen Schulministers Karl Abraham von Zedlitz wurde er 1772 Rektor des königlichen Gymnasiums in Brieg in Schlesien und wirkte dort bis zu seinem Tod. Auch als Bibliothekar war er dort tätig.
Im November 1761 heiratete er Johanna Eleonora geb. Schliebner, Tochter des Gutsbesitzers Johann Joachim Schliebner, mit der er fünf Kinder hatte: Eleonore Friedrike Wilhelmine verheiratet von Schollitz (starb 1788 im 25. Lebensjahr), Caroline Gottliebe (starb früh, in Lübben), Gottfried Traugott (starb früh, in Lübben), Christian August und Carl Friedrich (geboren in Brieg, starb im April 1786). Nur Christian August überlebte den Vater. Er war seit etwa 1795 königlich-preußischer Regierungs-, Konsistorial- und Pupillenrat in Peterkau, später in Kalisch.
Mit Scheller begann die „Jetztzeit der lateinischen Lexikographie“; praktisch alle heutigen Latein-Wörterbücher gehen auf seine Arbeit zurück. Als erster setzte er ein streng alphabetisches Prinzip durch und gliederte die Wortbedeutungen mit Ziffern und Buchstaben.
Scheller war Doktor der Philosophie sowie Ehrenmitglied der gelehrten Gesellschaft zu Frankfurt an der Oder und der lateinischen Gesellschaft in Jena.

## Werke

### Wörterbücher

#### Kleines Wörterbuch
- Kleines lateinisches Wörterbuch worin die bekanntesten Wörter verzeichnet, die gewöhnlichsten Bedeutungen derselben möglichst genau, deutlich und bestimmt vorgetragen, auch die gebräuchlichsten Redensarten angeführt und erklärt sind. Fritsch, Leipzig 1779; 3. Auflage, 1790; postum: ab 4. Auflage 1811 bearbeitet von Georg Heinrich Lünemann; 6. Auflage 1826 bearbeitet von Heinrich Ludwig Julius Billerbeck; ab 7. Auflage 1841 komplett neu bearbeitet von Karl Ernst Georges

#### Ausführliches Lexicon
- Ausführliches und möglichst vollständiges lateinisch-deutsches Lexicon oder Wörterbuch zu Behufe der Erklärung der Alten und Übung in der lateinischen Sprache. 2 Bände. Fritsch, Leipzig 1783;
  - 2. Auflage. 3 Bände. Fritsch, Leipzig 1788
    - Niederländische Bearbeitung (der zweiten Auflage) durch David Ruhnken: Lexicon latino-belgicum auctorum classicorum. Leiden 1799:
      - Tomus (Band) I [A–M]: urn:nbn:de:bvb:12-bsb10523686-3 (Digitalisat des Münchener DigitalisierungsZentrums [MDZ] der Bayerischen Staatsbibliothek [BSB])
      - Tomus (Band) II [N–Z]: urn:nbn:de:bvb:12-bsb10523687-8 Digitalisat des MDZ der BSB

  - 3. Auflage. 5 Bände. Fritsch, Leipzig 1804 (Links zu den Digitalisaten aller drei Auflagen: siehe Hauptartikel);
- Ausführliches und möglichst vollständiges deutsch-lateinisches Lexicon oder Wörterbuch. Fritsch, Leipzig 1784;
  - 3. Auflage. 2 Bände. 1805 (Links zu den Digitalisaten: siehe Hauptartikel [direktes Sprungziel: dt.-lat. Ausgabe von 1805])

#### Handlexicon(= Auszug aus demAusführlichen Lexicon)
- Lateinisch-deutsches und deutsch-lateinisches Handlexicon vornehmlich für Schulen. 2 Bände. Fritsch, Leipzig 1792;
  - 2. Auflage, 1796 (Digitalisat, Band 2);
  - ab 4. Auflage 1806 und, in neuer Zählung, 1. Auflage 1807 bearbeitet von Georg Heinrich Lünemann;
  - ab 7. Auflage 1831 bearbeitet von Karl Ernst Georges

### Anderes

#### Deutsche Titel
- Anleitung die alten lateinischen Schriftsteller philologisch und kritisch zu erklären und den Cicero gehörig nachzuahmen, nebst einem Anhange von einer ähnlichen Lehrart in der griechischen und hebräischen Sprache. Curt, Halle 1770; 2. Auflage, 1783
- Ausführliche lateinische Sprachlehre oder sogenannte Grammatik. Fritsch, Leipzig 1779; 4. Auflage, 1803
- Gedanken von den Eigenschaften der deutschen Schreibart und Empfehlungen der deutschen Sprache in Predigten, im Reden und Schreiben, bey der Philologie und in Schulen. Curt, Halle 1772
- Kurzgefasste Gedanken über die Bildung des Herzens, ob sie ohne Bildung des Verstandes möglich sey. Breslau 1780
- Kurzgefaßte lateinische Sprachlehre oder Grammatik für die Schulen. Fritsch, Leipzig 1780; 3. Auflage, 1785; 1793: archive.org; postum: 4. Auflage, Hahn, Leipzig 1811
- Rede, worin gezeigt wird, daß es für den Staat sehr vortheilhaft sey, wenn der Schulstand ansehnliche Einkünfte und Ehre geniesse. Korn, Breslau 1780

#### Lateinische Titel
- Compendium praeceptorum stili bene Latini in primis Ciceroniani seu eloquentiae Latine declarandae. Fritsch, Leipzig 1780; 2. Auflage, 1785 (archive.org); 3. Auflage, 1795 [Auszug aus: Praecepta stili bene latini]
- Historiae antiquae utilitas. Leipzig 1760
- Observationes in priscos scriptores quosdam. Fritsch, Leipzig 1785
- Praecepta stili bene latini in primis Ciceroniani seu eloquentiae romanae, qvatenvs haec nostris temporibvs in dicendo et scribendo vsvrpari potest, svmma diligentia maximoqve perspicvitatis stvdio tradita et illvstrata. 2 Bände, Fritsch, Leipzig 1779; 2. Auflage, 1784 (Digitalisat: Band 1, Band 2 – archive.org); 3. Auflage, 1797 (Band 1 – archive.org, Band 2 – archive.org, archive.org)
- [Anonym] Somnium, in quo, praeter caetera, Genius Seculi cum Moribus Eruditorum vapulat. Richter, Altenburg 1761

Daneben publizierte er mehrere ausführliche Rezensionen in der Leipziger Bibliothek der schönen Wissenschaften, Schulprogramme in Lübben und Brieg sowie Einladungsschriften zu Prüfungen, zur Einführung neuer Lehrer, zu Abschiedsreden der abgehenden Gymnasiasten etc. in Brieg.

## Bekannte Schüler
- Johann Gottlieb Kunisch (1789–1852) war ein deutscher Gymnasiallehrer am Collegium Fridericianum in Breslau, Buchautor und Redakteur.